# Paul Furlong
Paul Anthony Furlong (Wood Green, 1 de outubro de 1968) é um ex-futebolista inglês que atuava como atacante. Atualmente é treinador do time Sub-18 do Queens Park Rangers.

## Carreira
Em 26 anos como jogador profissional, Furlong, que iniciou a carreira em 1986, no Enfield, destacou-se em 4 clubes: o próprio Enfield, pelo qual atuou em 101 jogos e fez 34 gols; Watford, onde atuou 2 temporadas (79 jogos e 37 gols), Birmingham City (131 partidas e 50 gols entre 1996 e 2002) e Queens Park Rangers (atuou por 3 jogos em 2000 e 6 em 2002, por empréstimo), que o contratou em 2002. Pelos Hoopers, o atacante disputou, no total, 171 partidas e balançou as redes 57 vezes.
Vestiu também as camisas de Coventry City, Chelsea, Sheffield United, Luton Town, Southend United, Barnet e Kettering Town, pendurando as chuteiras em 2012, no St Albans City - nestes 2 últimos, foi também preparador físico. Em 2014, voltou ao QPR para assumir o comando técnico do time Sub-18.

## Carreira internacional
Tendo atuado em 6 jogos pela seleção C da Inglaterra, Furlong era elegível para defender Montserrat, porém nunca foi convocado para defender o selecionado caribenho.

## Vida pessoal
Seu filho, Darnell, é também jogador profissional e foi revelado pelo Queens Park Rangers, pelo qual fez sua estreia profissional em 2015.